# The Common Chord
The Common Chord é uma coletânea de contos de 1947 por Frank O'Connor, apresentando 12 histórias.

## Histórias
- News For The Church
- The Custom of the Country
- Judas
- The Holy Door
- Don Juan, Retired
- The Babes in the Wood
- The Frying Pan
- The Miracle
- A Thing of Nothing
- The Stepmother
- Friends of the Family
- Don Juan's Temptation